# Петрусвилль
Петрусвилл (африк. Petrusville) — деревня в восточном регионе Кару, муниципалитет Реностерберг, Северо-Капская провинция, ЮАР. Он находится в 45 км к северо-востоку от Филипстауна, в 56 км к юго-востоку от Краанкуила и в 10 км к югу от реки Оранжевой. Основан в 1877 году двумя сыновьями Петруса ван дер Вальта на ферме Реностерфонтейн, назвавшими город в честь своего отца, они унаследовали его ферму, купленную им в 1810 году. В 1979 здесь была основана голландская реформатская церковь Петрусвилля. В 1893 году была построена вторая церковь и дом священника. Основной частью экономики города является разведение мерисоновских овец.  
Петрусвилл расположен на шоссе R48, соединяющее Коффифонтейн и Блумфонтейн.  

## Демография
Население города по состоянию на 2011 год составляет 5211 человек, плотность составила 58,60 чел на км². Расовый состав был следующим:
| Черный африканец        | 40.0 % |
| • Цветной               | 56.6 % |
| • Индийский / Азиатский | 0,8 %  |
| • Белый                 | 2.1 %  |
| • Другой                | 0,5 %  |

Языковой состав:
| Африкаанс  | 63.3% |
| Коса       | 31.4% |
| Сесото     | 1.9%  |
| Английский | 1.7%  |
| Другой     | 1.8%  |

## См. также

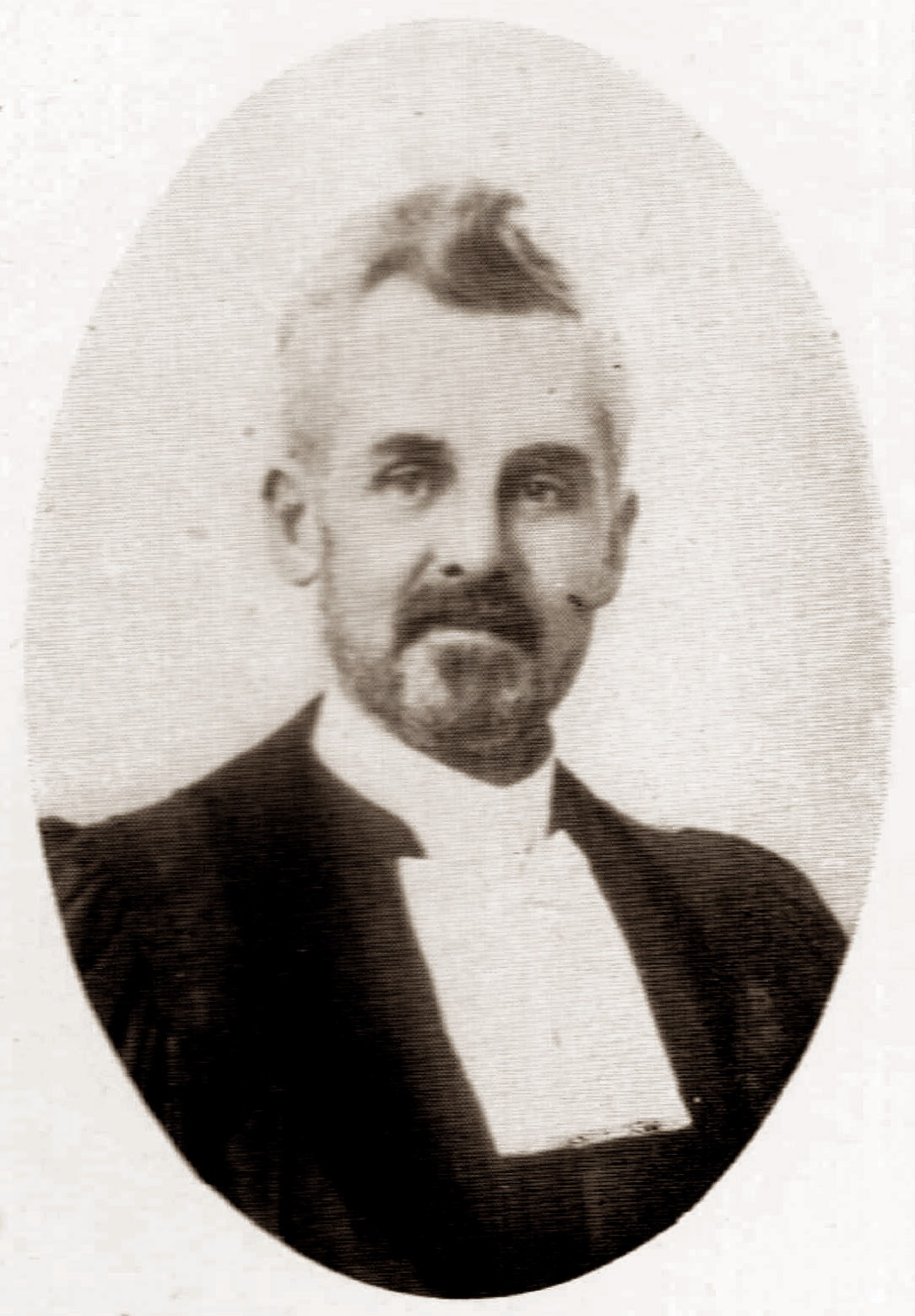
Петрус ван дер Вальт